# Иллиций

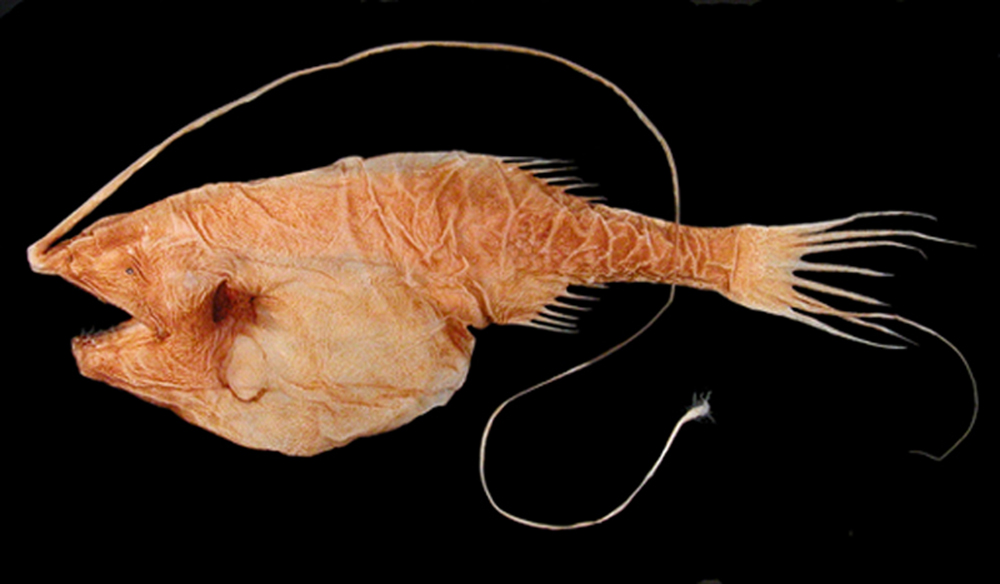
Неопределённый вид рода Gigantactis. Иллиций превышает длину тела самой рыбы

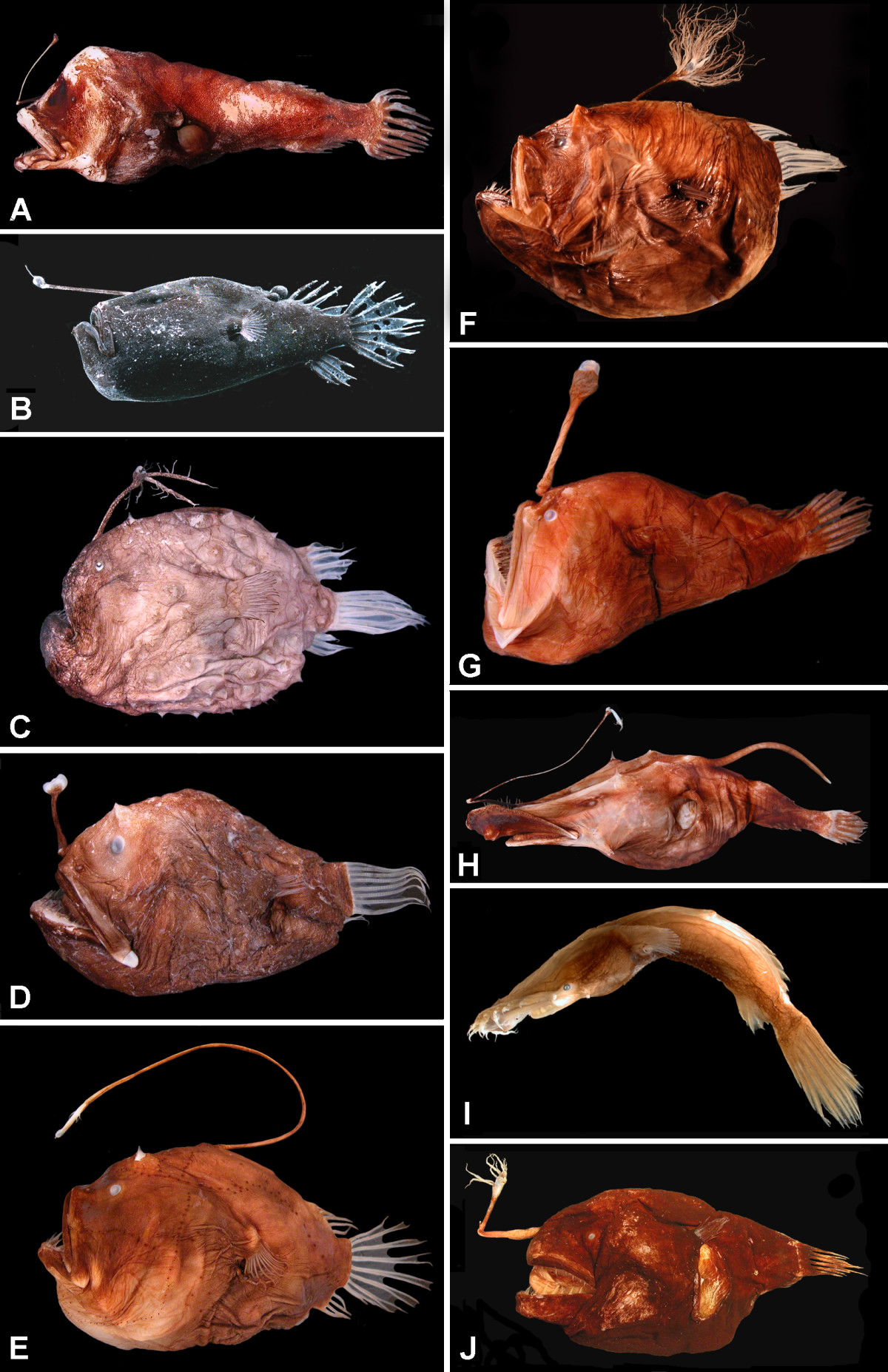
Разнообразие рыб отряда Удильщикообразные и их иллициумовA—Centrophryne spinulosa (Centrophrynidae);
B—Cryptopsaras couesii (Ceratiidae);
C—Himantolophus appelii (Himantolophidae);
D—Diceratias trilobus (Diceratiidae);
E—Bufoceratias wedli (Diceratiidae);
F—Bufoceratias shaoi (Diceratiidae);
G—Melanocetus eustales (Melanocetidae);
H—Lasiognathus amphirhamphus (Thaumatichthyidae);
I—Thaumatichthys binghami (Thaumatichthyidae);
J—Chaenophryne quasiramifera (Oneirodidae);

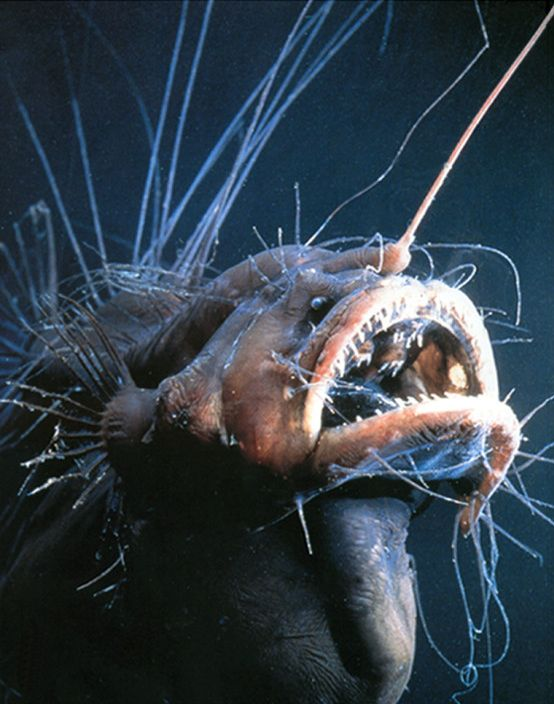
Иллиций Caulophryne pelagica лишён светящейся эски

Иллиций (лат. illicium — от illicio — «приманивать, заманивать») — особый ловчий вырост («удочка») на вершине головы у костистых рыб отряда удильщикообразные (Lophiiformes), служащий для приманивания добычи.
Иллиций представляет собой видоизменённый первый луч спинного плавника, который смещён к переднему концу тела к верхней челюсти и превратился в своеобразное «удилище», заканчивающееся кожистым мешочком-«приманкой» (эской), которая у различных видов сильно варьирует по своей форме и размерам и бывает снабжена самыми разнообразными кожными выростами и придатками.
У большинства глубоководных представителей подотряд цератиевидные (Ceratioidei) эска представляет собой железу, заполненную слизью, в которой заключены биолюминесцентные бактерии. Предполагается, что они развили симбиотические отношения и бактерии неспособны самостоятельно синтезировать все химические вещества, необходимые для люминесценции. Электронная микроскопия этих бактерий, полученных от некоторых видов, показывает, что они являются грамотрицательными палочками, у которых отсутствуют капсулы, споры или жгутики. Они имеют двухслойные клеточные стенки и мезосомы. Многочисленные поры соединяют полость эски с морской водой, что позволяет удалять мёртвые бактерии и продукты жизнедеятельности клеток и поддерживать постоянную pH и условия культуральной среды. Эти показатели, наряду с постоянной температурой батипелагической зоны, населённой этими рыбами, имеют решающее значение для долговременной жизнеспособности данных бактериальных культур.
Предполагается, что благодаря расширению просвета кровеносных сосудов, питающих эску кровью, рыба может произвольно вызывать свечение бактерий, нуждающихся для этого в притоке кислорода, или прекращать его, сужая сосуды. Обычно свечение происходит в виде серии последовательных вспышек, характер и последовательность которых индивидуальна для каждого вида.
Иллиций различных видов варьирует по форме и величине и бывает снабжён различными кожными придатками. Среди представителей цератиевидных он характерен только для самок, в то время как самцы лишены его. У самок большинства видов иллиций является коротким, но у особей некоторых родов (Rhynchactis, Lasiognathus и Gigantactis) он очень длинный и может многократно превышать длину тела самих рыб. Например, у удильщика Paroneirodes wedli иллиций превышает длину тела в 1,1—1,4 раза, а у гигантактиса (Gigantactis macronema) он превышает длину тела в 4 раза. Иллиций Ceratias holboelli имеет сильно удлинённую базальную часть и способен выдвигаться и втягиваться в особый канал, подманивая добычу к рыбе, которая постепенно двигает светящуюся эску ко рту, пока не заглатывает жертву. У лазиогната (Lasiognathus saccostoma) начальная часть иллиция имеет вид длинного прута, который способен втягиваться в особое влагалище, а его конечная часть является тонкой и гибкой и венчается эской с тремя крючками.
В отличие от большинства представителей глубоководных удильщикообразных, у самок рода кнуторылые удильщики на иллиции нет эски с биолюминесцентными бактериями. У представителей семейства клоуновых (Antennariidae) и отряда удильщикообразных иллиций варьирует по форме и величине и бывает снабжён различными кожными придатками, но при этом его эска также лишена биолюминесцентных бактерий. У представителей семейства хаунаксовые (Chaunacidae) иллиций расположен сразу за ртом на яйцевидном участке кожи без чешуи или в углублении, в которое он может убираться. Эска с многочисленными короткими, плотно сидящими нитями.